# François Chalais
François Chalais (15 de diciembre de 1919 – 1 de mayo de 1996) fue un periodista, reportero, crítico y director cinematográfico francés.

## Biografía
Nacido en Estrasburgo, su verdadero nombre era François-Charles Bauer. Chalais debutó en la prensa escribiendo desde 1942 a 1944 en numerosas publicaciones, entre ellas Je suis partout (colaboracionista, como la gran mayoría de la prensa autorizada de la época), y Combats, periódico de la Milicia Francesa (en la sección de cine). Sin embargo, después él entró, según sus afirmaciones (eminentemente públicas), en la Resistencia, dedicándose a facilitar información sobre los medios colaboracionistas, medio eficaz de ser valorado ante la llegada de la Liberación. De hecho, fue condecorado con la Médaille de la Résistance tras la Liberación, formando después parte del grupo de prensa Groupe Amaury, vinculado a la red de inteligencia Réseau Vélite-Thermopyles. 
Entre 1944 y 1952 dirigió las páginas culturales de Carrefour, colaborando puntualmente con los dos diarios del grupo, Le Parisien en 1945, y L'Équipe desde 1949 a 1950. Más adelante volvió a la prensa escrita: France Soir, entre 1976 y 1986, y Le Figaro Magazine desde 1980 a 1987, además de colaborar con Cinémonde.
A partir del año 1947 también trabajó para la Radiodiffusion-télévision française, siendo reportero del programa 5 colonnes à la une.
En enero de 1968, durante la guerra de Vietnam, en uno de sus reportajes para el programa Panorama, el titulado Spécial Vietnam : le Nord vu par François Chalais (durante el cual se reunió con el primer ministro de Vietnam del Norte, Phạm Văn Đồng), él entrevistó a un piloto estadounidense. La entrevista la grabó su cameraman, Jean-Paul Janssen, y el piloto, detenido en una prisión norvietnamita, no era otro que John McCain, que más adelante fue senador y candidato republicano a las elecciones presidenciales de 2008.
François Chalais participó activamente en la creación y desarrollo del Festival de Cannes. También dirigió telefilmes como Le Chien (1962) y L'Été en hiver (1964). Además, escribió veinte libros, diecisiete de ellos novelas, y los tres restantes libros de memorias, como Les Chocolats de l'entr'acte (Carrère, 1989), además de redactar numerosos guiones.
Gracias a su trayectoria, en 1975, fue premiado por la Academia Francesa.
Falleció en París, en 1996, a causa de una leucemia. Fue enterrado en el Cementerio Viejo de Neuilly-sur-Seine. Había estado casado en dos ocasiones, siendo su primera esposa la periodista y presentadora France Roche, Su segunda mujer, Mei-Chen Lou, instauró en su memoria el Premio François-Chalais, concedido todos los años en el Festival de Cannes a un film destacado por la defensa de los valores del periodismo. También se entrega un Premio François Chalais al mejor guion, con carácter anual, en el Festival de cine ruso de Honfleur, del cual Chalais fue presidente de la primera edición, celebrada en 1995.

## Bibliografía

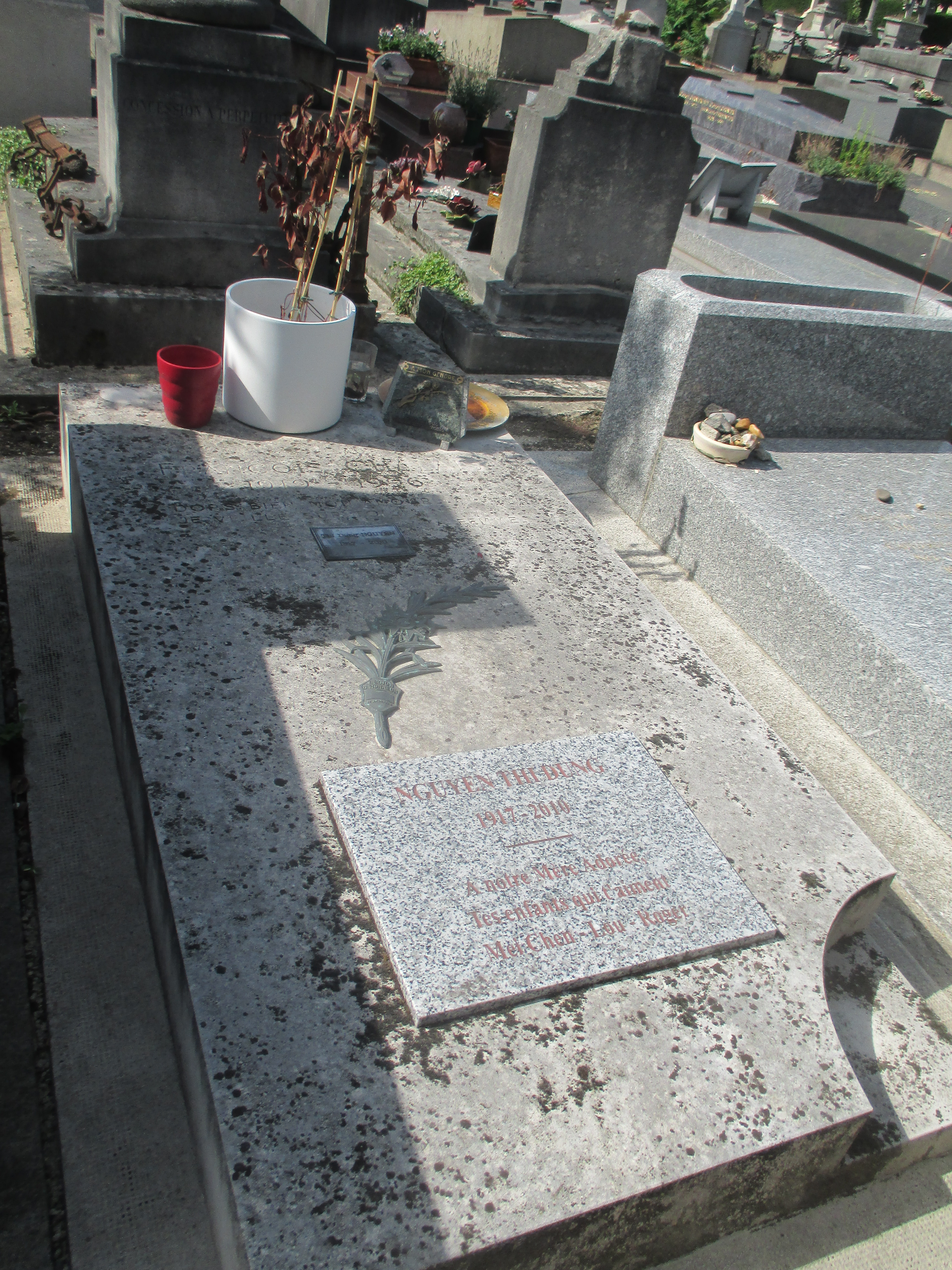
Tumba de François Chalais y de la madre de su segunda esposa en el Cementerio Viejo de Neuilly-sur-Seine.